# أرغون دا سيلفا سانتوس
أرغون دا سيلفا سانتوس (بالبرتغالية: Aragoney da Silva Santos‏) (7 مارس 1987 في جواو بيسوا في البرازيل – )؛ هو لاعب كرة قدم كان يلعب كلاعب وسط.

## وصلات خارجية
- أرغون دا سيلفا سانتوس على موقع Soccerway.com (الإنجليزية)
- أرغون دا سيلفا سانتوس على موقع عالم كرة القدم.نت (الإنجليزية)